# 拉塞
拉塞是奥地利下奥地利州根瑟恩多夫县的一个市镇。总面积55.62平方公里，总人口2466人，人口密度44.3人/平方公里（2005年）。